# Crow Creek (condado de Buffalo, Dakota del Sur)
Crow Creek es un territorio no organizado ubicado en el condado de Buffalo en el estado estadounidense de Dakota del Sur. En el Censo de 2010 tenía una población de 1736 habitantes y una densidad poblacional de 2,62 personas por km².

## Geografía
Crow Creek se encuentra ubicado en las coordenadas 44°3′44″N 99°19′15″O / 44.06222, -99.32083. Según la Oficina del Censo de los Estados Unidos, Crow Creek tiene una superficie total de 662.75 km², de la cual 621.7 km² corresponden a tierra firme y (6.19%) 41.05 km² es agua.

## Demografía
Según el censo de 2010, había 1736 personas residiendo en Crow Creek. La densidad de población era de 2,62 hab./km². De los 1736 habitantes, Crow Creek estaba compuesto por el 6.51% blancos, el 0.23% eran afroamericanos, el 92.34% eran amerindios, el 0% eran asiáticos, el 0% eran isleños del Pacífico, el 0% eran de otras razas y el 0.92% pertenecían a dos o más razas. Del total de la población el 2.02% eran hispanos o latinos de cualquier raza.